# Produktionsmittel
Produktionsmittel sind in der Wirtschaftswissenschaft diejenigen Arbeits- und Betriebsmittel, die zur Produktion von ökonomischen Gütern erforderlich sind.

## Allgemeines
Das Kompositum Produktionsmittel setzt sich aus dem Bestimmungswort Produktion als dem betrieblichen Herstellungsprozess und dem Grundwort Mittel als Instrument zusammen, so dass Produktionsmittel die Instrumente für die Herstellung von Gütern darstellen. Bereits die internationale Fachliteratur verwendete den Begriff Produktionsmittel sehr uneinheitlich. Adam Smith betonte in seinem im März 1776 erschienenen Buch Der Wohlstand der Nationen die organisatorischen Produktionsmittel (Arbeitsteilung und Kooperation). Nach Smith genoss der Arbeiter ursprünglich das ganze Erzeugnis seiner eigenen Arbeit, bis die Bodenaneignung und Kapitalansammlung eingeführt wurde und dieser Zustand sei auch längst zu Ende gegangen, ehe die beträchtlichsten Vervollkommnungen in den Produktivkräften der Arbeiten eintraten. Jean Baptiste Say sah 1807 im Kapital die „produzierten Produktionsmittel“ und wandte sich gegen eine Zusammenfassung des nicht vermehrbaren Bodens mit den produzierten Produktionsmitteln. David Ricardo sprach in seinem Hauptwerk im Jahre 1821 bereits von der Verwendung dauerhafter Produktionsmittel (Jagdgeräte) und der Bedeutung ihrer Abnutzung. Er erwähnte jedoch nicht den Begriff Produktionsmittel als „vorgetane Arbeit“, sondern sprach vom Kapital.

## Geschichte
Für Johann Heinrich von Thünen war 1826 beispielsweise das Produktionsmittel Roggen ein „Binnengut“, weil Roggen durch sich selbst (Roggensamen) erzeugt und verkauft wird. Wilhelm Roscher prägte 1874 den Begriff „produzierte Produktionsmittel“. Für ihn galten alle Sachen, die zur Bedürfnisbefriedigung dienen, also schlechthin alle Güter, als Produktionsmittel. Dies traf 1921 auf Kritik durch Eugen Böhm von Bawerk, weil der Begriffsumfang deutlich zu groß ausfiel. Böhm von Bawerk übernahm bereits im Jahre 1900 „produzierte Produktionsmittel“ als Synonym für das Sachkapital.

Ein Teil der deutschsprachigen Autoren verwendete den Begriff Produktionsmittel vielfach als Synonym für die Produktionsfaktoren Boden, Arbeit und Kapital. Rosa Luxemburg benutzte den Begriff 1913 in ihrem Buch „Die Akkumulation des Kapitals. Ein Beitrag zur ökonomischen Erklärung des Imperialismus“ sehr häufig und verstand darunter Boden und Kapital. Für Friedrich von Wieser ist 1914 Kapital ein „produziertes Produktionsmittel, das im Zusammenhang des vollständigen Produktionsprozesses planmäßig verwendet wird“. Der Ökonom Georg Jahn stufte 1922 nur den Produktionsfaktor Kapital als Produktionsmittel ein. Werner Sombart zählte 1927 die Kapitalisten als Wirtschaftssubjekte zu den Inhabern der Produktionsmittel und fasste die Lohnarbeiter als Wirtschaftsobjekte auf. Heinrich von Stackelberg verstand 1932 unter den indirekten Produktionsmitteln die heutigen Potentialfaktoren. Der Ökonom Gottfried Haberler differenzierte im Jahre 1933 wieder mit den „produzierten Produktionsmitteln“, worunter er Realkapital wie Werkzeuge, Maschinen, Gebäude oder Rohstoffe verstand. Dabei handelte es sich um die Produktionsmittel im engeren Sinne.

## Arten
Zu den Produktionsmitteln im engeren Sinne gehören Verkehrs- und Nutzflächen, Gebäude, Gewerbeimmobilien, technische Anlagen, Maschinen, Werkzeuge sowie die damit verbundenen produktionstechnischen Verfahren und Betriebs- und Geschäftsausstattung. Es handelt sich hierbei ausschließlich um Potentialfaktoren, die zur Produktion von Gütern erforderlich sind, stofflich nicht direkt (aber materiell als Abnutzung, buchhalterisch als Abschreibung) in die jeweiligen Endprodukte eingehen und in entsprechenden Produktionsprozessen wiederkehrend verwendet werden können. Ökonomen verwenden hierfür den Begriff Sachkapital. Werner Sombart verstand darunter 1928 alle Sachgüter, „in denen sich das Kapital jeweils niederschlägt“.

## Produktionsmittel im Marxismus
Zu Zeiten des Londoner Exils von Karl Marx konzentrierte sich in England das Eigentum an Werkzeugen, Werkstoffen und Maschinen als „Produktionsmittel“ in den Händen weniger. Dieses Eigentum an Produktionsmitteln war für Marx ein zentraler Begriff seiner Theorien. Er erhob es zum Kern kapitalistischen Reichtums. Kapital war für ihn eins der „technischen Produktionsmittel“, die bei ihm aus Arbeitsmitteln und Arbeitsgegenständen bestehen. Die ursprüngliche Akkumulation ist Marx zufolge „nichts anderes als der historische Scheidungsprozess von Produzent und Produktionsmittel“. Er teilt die Gesellschaft in Arbeiter und Kapitalisten ein, und die Wirtschaft in zwei Abteilungen, von denen eine Produktionsmittel, die andere Konsumtionsmittel erzeugt.
In der marxistischen Wirtschaftstheorie sind die Produktionsmittel
1. die Arbeitsgegenstände, die unmittelbar in der Natur vorgefundenen (zum Beispiel der Fisch, der Boden, Gestein) oder die durch Arbeit von der Natur gelösten (Rohstoffe),[15] wie zum Beispiel das losgebrochene Erz, oder bereits bearbeitete Zwischenprodukte (zum Beispiel Eisenbarren, Holzbretter, Textilien); sie werden im Produktionsprozess weiter be- und verarbeitet;
2. die Arbeitsmittel (Werkzeuge, Maschinen), mit deren Hilfe die Arbeitsgegenstände im Arbeitsprozess umgeformt werden, das sind jene Gegenstände, die nach Marx „der Arbeiter zwischen sich und den Arbeitsgegenstand“[16] wie ein verlängertes Organ schiebt.

„Im Arbeitsprozess bewirkt also die Tätigkeit des Menschen durch das Arbeitsmittel eine von vornherein bezweckte Veränderung des Arbeitsgegenstandes. Der Prozess erlischt im Produkt.“ Zudem grenzt Marx gesellschaftliche Produktionsmittel von individuellen Produktionsmitteln ab.
Der Sozialismus ist ein Wirtschaftssystem, in dem die Produktionsmittel ganz oder überwiegend in „gesellschaftlichem“ oder „sozialistischem“ Eigentum stehen. Dazu bedarf es der Vergesellschaftung der noch im Privatvermögen befindlichen Produktionsmittel.